# Heterospilus brethesi
Heterospilus brethesi  (лат.) — вид наездников рода Heterospilus из подсемейства Doryctinae семейства бракониды (Braconidae). Встречаются в Центральной Америке: эндемик Коста-Рики.

## Описание
Мелкие перепончатокрылые насекомые, длина 3,0 мм. Голова и грудь тёмно-коричневые; ноги и скапус жёлтые (скапус без коричневой латеральной продольной полоски), флагеллум коричневый с апикальным белыми 3-5-м флагелломерами. Апикеальные метасомальные тергиты светло-коричневые. Вертекс и лоб поперечно бороздчатые; лицо гранулированное, 4-7-й метасомальные тергиты гладкие. Скутеллюм гранулированный. Маларное пространство больше чем 0,25 от высоты глаза. Жгутик состоит из 21—23 члеников. Расстояние между оцеллием и сложным глазом равно примерно 2,5-кратному диаметру бокового оцеллия. Яйцеклад равен примерно 75% от длины брюшка. В переднем крыле развита радиомедиальная жилка. Передняя голень с единственным рядом коротких шипиков вдоль переднего края. На задних тазиках ног есть отчётливый антеровентральный базальный выступ, вертекс головы сбоку у глаз нерезко угловатый. Предположительно, как и другие виды рода Heterospilus, паразитируют на жуках или бабочках. Вид был впервые описан в 2013 году американским гименоптерологом Полом Маршем (Paul M. Marsh; Норт-Ньютон, Канзас, США) с группой американских коллег-энтомологов (Wild Alexander L., Whitfield James B.; Иллинойсский университет в Урбане-Шампейне, Эрбана, Иллинойс, США) и назван в честь аргентинского специалиста по перепончатокрылым насекомым Дж. Бретеса (J. Brethes). От близких видов Heterospilus brethesi отличается темно-коричневым телом и белыми апикальными члениками жгутика усика, а также жилкованием крыльев (жилка r переднего крыла короче, чем жилка 3RSa; в заднем крыле присутствует жилка SC+R, а жилка M+CU короче жилки 1M).